# Льюис, Рэй
Рэй Энтони Льюис (англ. Ray Anthony Lewis, Jr.) (род. 15 мая 1975) — американский футболист, выступавший за команду НФЛ «Балтимор Рэйвенс» на позиции лайнбекера. Бывший член футбольной команды университета Майами. Все 17 лет своей карьеры в НФЛ провел в одной команде — «Балтимор Рэйвенс».

## Личная жизнь
Льюис — христианин, об этом рассказал Sports Illustrated в 2006 году. У него шестеро детей, четверо сыновей и две дочери. Его сын, Рэй Льюис Третий, играл в американский футбол за Университет Майами.
Майкл Фелпс является давним поклонником Рэйвенс, и он советовался с Рэйем по поводу своего участия в Рио-2016.
В 2015 году написал автобиографию I Feel Like Going On: Life, Game, and Glory.
Является лицом обложки игры Madden NFL 2005.